# Batracomorphus hollisi
Batracomorphus hollisi är en insektsart som beskrevs av Quartau 1981. Batracomorphus hollisi ingår i släktet Batracomorphus och familjen dvärgstritar. Inga underarter finns listade i Catalogue of Life.